# Хоквуд, Джон
Джон Хоквуд (англ. John Hawkwood), на итальянский манер Джованни Акуто (итал. Giovanni Acuto; около 1320 или 1323, Сибл Хедингем (Эссекс) — 14 марта 1394, Флоренция) — итальянский кондотьер английского происхождения.

## Биография

### Ранние годы и происхождение
Родился в 1320 или 1323 году в деревне Сибл Хедингем близ Хинкфорда в Эссексе, где его отец кожевник Гилберт Хоквуд владел землёй со времён короля Иоанна Безземельного.
После смерти отца в 1340 году, получив небольшую часть наследства, покинул родные края, отправившись в Лондон, где, возможно, некоторое время был учеником портного. Версия эта, не получившая достаточных доказательств, возникла, главным образом, благодаря флорентийскому хронисту Маттео Виллани, называвшего его Джанни делла Гулья (итал. Gianni della Guglia), то есть «Игла».
Впрочем, другое его итальянское прозвище Джованни д’Акуто (итал. Giovanni Acuto), зафиксированное, в частности, аретинским хронистом Бартоломео ди Сер Горелло, а также флорентийским летописцем Филиппо Виллани (сыном Маттео), и впоследствии превратившееся в имя, можно также трактовать по-разному, переводя l’acuto и как «крутой», и как «острый». Жан Фруассар в своих хрониках называет его Jean Haccoude.

### Участие в Столетней войне
Около 1342 года завербовался на военную службу к королю Эдуарду III лучником, возможно, вступив в отряд Джона де Вера, графа Оксфорда, чьи владения располагались недалеко от владений семьи Хоквудов, или же Уильяма де Богуна, графа Нортгемптона. Принимал участие в Столетней войне, в том числе в сражениях при Креси (1346) и при Пуатье (1356). Вероятно, за участие в последней был посвящён в рыцари. 
После заключения в мае 1360 года мирного договора в Бретиньи остался не у дел, вступив в знаменитый отряд наёмников-бригандов «Белая рота» (англ. White Company), позже возглавив его. Под командованием Хоквуда этот отряд приобрёл известность, а сам он славу опытного военачальника. 
Осенью 1360 года войско Хоквуда отправилось к папскому двору в Авиньоне, захватив по пути 28 декабря крепость Пон-Сент-Эспри, где хранились деньги, предназначенные для выкупа короля Франции Иоанна Доброго, попавшего в английский плен при Пуатье. После этого наёмники три месяца удерживали Авиньон, разоряя местное население. Папа Иннокентий VI был вынужден нанять их, отправив Хоквуда в Италию вместе с Джованни II Палеологом маркизом дель Монферрато, воевавшим в союзе с Генуей против правителя Милана Бернабо Висконти. 
Сохранившийся в государственном архиве Турина контракт Хоквуда от 22 ноября 1361 года демонстрирует нам, что отряд его состоял в основном из англичан: 15 из 17 капитанов носят типично английские имена, и лишь генерал-капитаном является немец Альберт Штерц (Albert Sterz), всё равно владевший английским.
«Белая рота» Хоквуда включала около 1000 «копий», состоявших из конных рыцарей, сержантов и оруженосцев на вышколенных лошадях, а также около 2000 пехотинцев, превосходно обученных. Оружием первых было тяжёлое рыцарское копьё, меч и ударное оружие, но многие владели ещё и луками. Все всадники, помимо конного боя, обучены были сражаться копьями спешившись, в квадратном или круговом строю. Главным оружием пеших наёмников, помимо мечей и кинжалов, был английский длинный лук, втыкавшийся нижним концом в землю перед натяжением тетивы. Также они носили с собой осадные лестницы. Пять «копий» составляли роту, пять рот — отряд (баталию), каждые десять «копий» имели своего командира. 
По мнению большинства исследователей, основанном на сообщениях Виллани, своё название отряд Хоквуда получил, главным образом, по цвету сюрко, которое одевалось на доспехи его воинами в условиях жаркого итальянского климата. Во всяком случае, англичане на фреске Андреа Бонайути из Испанской капеллы церкви Санта-Мария-Новелла во Флоренции, одеты именно в белое.

### Военная карьера в Италии
В октябре 1361 года Хоквуд, в сопровождении другого знаменитого английского наёмника Роберта Ноллеса, служившего герцогу Бретани Жану де Монфору, вступил в пределы Италии, которые с тех пор никогда не покидал.
Действия в Италии наёмники Хоквуда начали в 1362 году с захвата семи замков в Пьемонте и пленения графа Савойского и его баронов, в качестве выкупа за которых они получили 180 000 флоринов. 22 апреля 1363 года они нанесли значительный урон под Романьяно венгерскому отряду под командованием швабского графа Конрада фон Ландау, пленив его затем в сражении при Кантурино близ Новары, вскоре после чего тот скончался от ран, а Висконти был вынужден подписать мир с Джованни Монферрато.  
В июле 1363 года Хоквуд со своими людьми перешёл на службу к Пизе, выступив против Флоренции. В апреле 1364 года он со всеми своими силами прошёл равнину Пистойи, от Прато до Фьезоле, и занял Мантую. 1 мая он осадил Флоренцию, но успеха не имел, и после нескольких кровопролитных сражений, понеся тяжёлые потери, отступил в Пизу. Вторгшееся в ответ в пизанские пределы флорентийское войско Галеотто Малатеста он также не смог разгромить, но поддержал последовавшее за поражением в войне восстание Джованни делл'Аньелло, которому помог стать правителем города. 28 августа провозгласивший себя сеньором Пизы Агнелло, ценой уплаты значительной дани, заключил с Флоренцией долгожданный мир.
В июле 1365 года Хоквуд вторгся в Умбрию, потерпев там поражение от отряда своего бывшего соратника по пизанско-флорентийской войне немецкого наёмника Ханса фон Бонхардта, служившего Перудже. Найдя убежище в Генуе, он объединился там с компанией Святого Георгия под командованием Амброджио, внебрачного сына Бернабо Висконти, и немецкой ротой графа Иоганна Габсбурга. Осенью 1365 года, разорив страну между Генуей и Сиеной, он вновь вторгся в Перуджу, а в 1367 году вернулся в Пизу к Джованни делл'Аньелло, в качестве телохранителя которого встречался в Витербо с папой Урбаном V, тщетно уговаривавшим его принять участие в крестовом походе на турок.
5 июня 1368 года в Милане с отрядом в 4000 чел. Хоквуд поступил на службу к Бернабо Висконти, который в следующем году направил его для помощи вступившей в войну с папой Перудже. Под Ареццо англичанин-кондотьер был разбит немецкими наёмниками и взят в плен, но вскоре выкуплен из него Пизанской республикой. 1 декабря 1369 года он разгромил войско вступившей в войну с Висконти Флоренции под командованием Джованни Малатакки из Реджио, но так и не смог развить успеха, несмотря на поддержку изгнанного к тому времени из Пизы делл'Аньелло и пленение в сентябре 1370 году флорентийского командующего у Мирандолы. 
2 июня 1372 года у замка Рубиера он сумел разбить превосходящее его силы вдвое войско графа Люциуса Ландау, служившего маркизу Монферрато, безуспешно осаждав затем Асти. Осенью того же года он перешёл на службу к папе Григорию XI, объявившего войну Висконти (т. н. «война восьми святых») и, вторгшись во владения Пьяченцы, осадил замок Борго-Нуово, а в январе следующего года защитив от миланцев Болонью. 7 мая 1373 года он наголову разбил войско Висконти на реке Кьезе. После заключения с ним перемирия в июне 1374 года, получив от папы жалование, отправился в Тоскану, где взимал дань с Флоренции, Пизы, Сиены, Лукки и др. 12 июля 1375 года Флорентийская республика предоставила ему ежегодную пожизненную пенсию в размере 1200 флоринов золотом. 
По окончании «войны восьми святых», удалился в свои замки Котиноле и Баньякавалло в Романье, полученные от папы в награду за службу, но не смог ужиться со своими соседями, особенно Асторре Манфреди из Фаэнцы, напавшим на его земли. В 1368-1381 годах пытался установить наследственную синьорию в Ареццо, в 1384 году окончательно захваченном флорентийцами.

### Последние годы во Флоренции
В 1381 году продал свои владения в Романье маркизу Феррары Никколо д'Эсте и вернулся на службу Флорентийской республике, ослабленной возмущением чомпи (1378), прикупив себе в окрестностях Флоренции новые земли, а также особняк под названием Полверосса в пригороде Сан-Донато-ди-Торре. По словам историка Никколо Макиавелли, был официально приглашён на службу «комиссией сорока семи», назначенной Синьорией после казни в декабре 1379 года приора Пьеро дель Альбицци и подавления возмущения чомпи.
В 1380 году, по утверждению историка и антиквария XVI века Джона Стоу, основал в Риме английский госпиталь. Всё состояние его в 1381 году составляло 67 533 флорина, примерно на 3000 меньше, чем располагал весь город Лукка с населением 30 000 чел.
В декабре 1386 года, будучи уже в преклонном возрасте, возглавил войска Флоренции, вступившей в союз с Франческо I да Каррара, маркизом Падуи, воевавшим против правителя Вероны Антонио делла Скала из рода Скалигеров. Применив военную хитрость и удачно использовав особенности местности, 11 марта 1387 года одержал блестящую победу над вдвое превосходящим войском противника в сражении у Кастаньяро, за что удостоен был падуанцами пышного триумфа. В 1391 году стал почётным гражданином Флоренции.
Свои последние кампании он провел в ходе милано-флорентийской войны 1390—1392 годов.
Умер 14 или 17 марта 1394 года во Флоренции, от инсульта, распродав перед этим своё имущество в связи с готовящимся возвращением в Англию. Спустя некоторое время английский король Ричард II обратился к местным властям с просьбой вернуть прах Хоквуда на родину, позже эта просьба была удовлетворена.

## Память
Изначально правительство Альбицци намеревалось соорудить Джону Хоквуду мраморную гробницу, но не нашло на это средств. Благодарные флорентийцы в память о нём заказали фреску в соборе Санта-Мариа-дель-Фиоре. Спустя 32 года после перезахоронения останков Хоквуда на родине, правительство Флорентийской республики заказало ему роскошный надгробный памятник в том же храме, выполненный в 1436 году художником Паоло Учелло.
Почитается также в церкви Святого Петра в Сибл Хедингеме (Эссекс, Англия), где в память о нём сооружён был алтарь под навесом с обрамлением в виде арки, на которой изображена символическая фигура ястреба. В старину на алтаре находилось изображение самого Хоквуда в молитвенной позе вместе с двумя супругами, позже утраченное. Надпись под фигурой Хоквуда гласила «Сын Божий, помни меня!», под изображением первой жены «Мать моя, помни меня!», а второй жены — «Божья Матерь, помни меня!»
Имя Хоквуда (итал. Via Acuto Giovanni) носят улицы во Флоренции и Ареццо.

## Семья
Потерял мать, вероятно, ещё в детстве. В семье был вторым сыном, имея, как минимум, двух братьев и четырёх сестер. Старший брат, также Джон, после смерти отца унаследовал землю, сделавшись состоятельным арендатором. В этом ему помог Джон-младший, посылая из Франции и Италии значительные суммы денег. Младший брат Николас принял постриг в монастыре в Нормандии, где провёл всю оставшуюся жизнь. Трое из сестёр, Агнесса, Джоанна и Алиса, выгодно вышли замуж за местных йоменов.
Имел двух официальных жён. О первой из них мало что известно, кроме того, что она, скорее всего, была англичанкой. Через единственную (?) их дочь Антиохию он породнился с известной эссекской семьёй Коггсхоллсов, а через внучку Алису является одним из родоначальников графского (изначально баронского) рода Инчиквин. Второй женой в 1377 году стала побочная дочь Бернабо Висконти — Донина, от брака с которой он имел четырёх детей: Джанет (Джанетту), Кэтрин (Катерину), Анну и Джона (Джованни). Имел также детей внебрачных, из которых известен по имени, как минимум, один сын — Томас Хоквуд.

## Отзывы современников
При жизни Хоквуд, безусловно, заслужил почтение в первую очередь, от своих боевых соратников, а также флорентийских властей, которым служил. Сохранившаяся в вышеупомянутом соборе надпись, в частности, гласила: «Здесь покоится Джон Хоквуд, английский рыцарь, считавшийся самым искусным и опытным командиром своего времени».
Однако в эпоху, привыкшую к злодеяниям, деятельность его, одновременно, неприятно впечатлила современников-гуманистов, будучи увековеченной в поговорке «Итальянец-англичанин — воплощенный дьявол» (итал. Inglese italianato и un diavolo Incarnato). Его осуждал Петрарка, Боккаччо тщетно пытался воздействовать на него с помощью дипломатии, а святая Екатерина Сиенская умоляла его покинуть Италию, отправившись в крестовый поход. Джеффри Чосер встречался с ним и, без сомнения, использовал его образ в своих «Кентерберийских рассказах».

## В культуре
- Послужил одним из прототипов главного героя исторической дилогии Артура Конан Дойла «Белый отряд» (1891) и «Сэр Найджел» (1906) — рыцаря Найджела Лоринга, образ которого, в соответствии с представлениями викторианской эпохи, несколько облагорожен; при этом некоторые черты Хоквуда приданы другому персонажу — лучнику-йомену Сэмкину Эйлварду.
- Американская писательница Марион Полк Анджелотти[англ.] посвятила ему свою книгу «Сэр Джон Хоквуд, или "Белый отряд" в Италии» (англ. Sir John Hawkwood: A Tale of the White Company in Italy, 1911).
- Является действующим лицом новеллы итальянского писателя Доменико Джулиотти[итал.] «Монах из Фаэнцы» (англ. ), из сборника «Красно-чёрные рассказы» (1937).
- Фигурирует в историко-приключенческом романе итальянского автора Мино Милани «Эфрем, солдат удачи» (англ. Efrem soldato di ventura, 1972).
- Ему посвящена историческая трилогия романиста Артура Хуберта Коула «Хоквуд» (англ. Hawkwood, 1967), «Хоквуд в Париже» (англ. Hawkwood in Paris, 1969) и «Хоквуд и башни Пизы» (англ. Hawkwood and the Towers of Pisa, 1973).
- В честь него получил своё имя и, отчасти, свой характер персонаж исторической драмы режиссёра Пола Верховена «Плоть и кровь» (1985) — капитан наёмников, роль которого исполнил австралийский актёр Джек Томпсон.
- Является персонажем фантастических романов американского писателя Гордона Диксона 1980-е гг. из цикла «Дорсай», или «Цикла о Чайлде», действие которых происходит на планете, населённой профессиональными воинами и наёмниками.
- Фигурирует в фэнтази-романе американской писательницы Кассандры Роуз Кларк «Башмак из красного бархата» (англ. The Red Velvet Turnshoe, 2009) из цикла «Аббатиса из Мо».
- Упоминается в мистическом романе американского автора Брюса Холсингера[англ.] «Горящая книга» (англ. A Burnable Book, 2014), действие которого происходит в 1385 году в Лондоне.